# Brown Bears de Kenai River
Les Brown Bears de Kenai River sont une franchise de hockey sur glace en Amérique du Nord qui évolue dans la North American Hockey League. L'équipe est basée à Soldotna en Alaska.

## Histoire
L'équipe est fondée en 2007 en tant qu'équipe d'expansion dans la North American Hockey League.
En raison de la pandémie de COVID-19, au cours de la saison 2020-2021, l'équipe joue, pendant une bonne partie de la saison, ces parties à domicile dans la ville de Breezy Point au Minnesota, jusqu'en avril 2021.